# John Hughes (giocatore di football americano)
John Hughes (Gahanna, 27 aprile 1988) è un giocatore di football americano statunitense che gioca nel ruolo di defensive tackle per i Cleveland Browns della National Football League. Fu scelto nel corso del terzo giro (87º assoluto) del Draft NFL 2012 dai Browns. Al college ha giocato a football a Cincinnati.

## Carriera professionistica

### Cleveland Browns
Il 27 aprile 2012, Hughes fu scelto nel corso del terzo giro del Draft 2012 dai Browns. Il suo primo sack lo mise a segno il 16 settembre su Andy Dalton dei Cincinnati Bengals. La sua stagione da rookie terminò con 16 presenze, 2 come titolare, 34 tackle e 3 sack. Nella successiva mise a segno ancora 34 tackle in 15 presenze.

## Vittorie e premi
Nessuno

## Statistiche
| Partite totali      | 31  |
| Partite da titolare | 4   |
| Tackle              | 68  |
| Sack                | 4,0 |
| Intercetti          | 0   |
| Fumble forzati      | 0   |

Statistiche aggiornate alla stagione 2013